# Evangelische Kirche Beuern

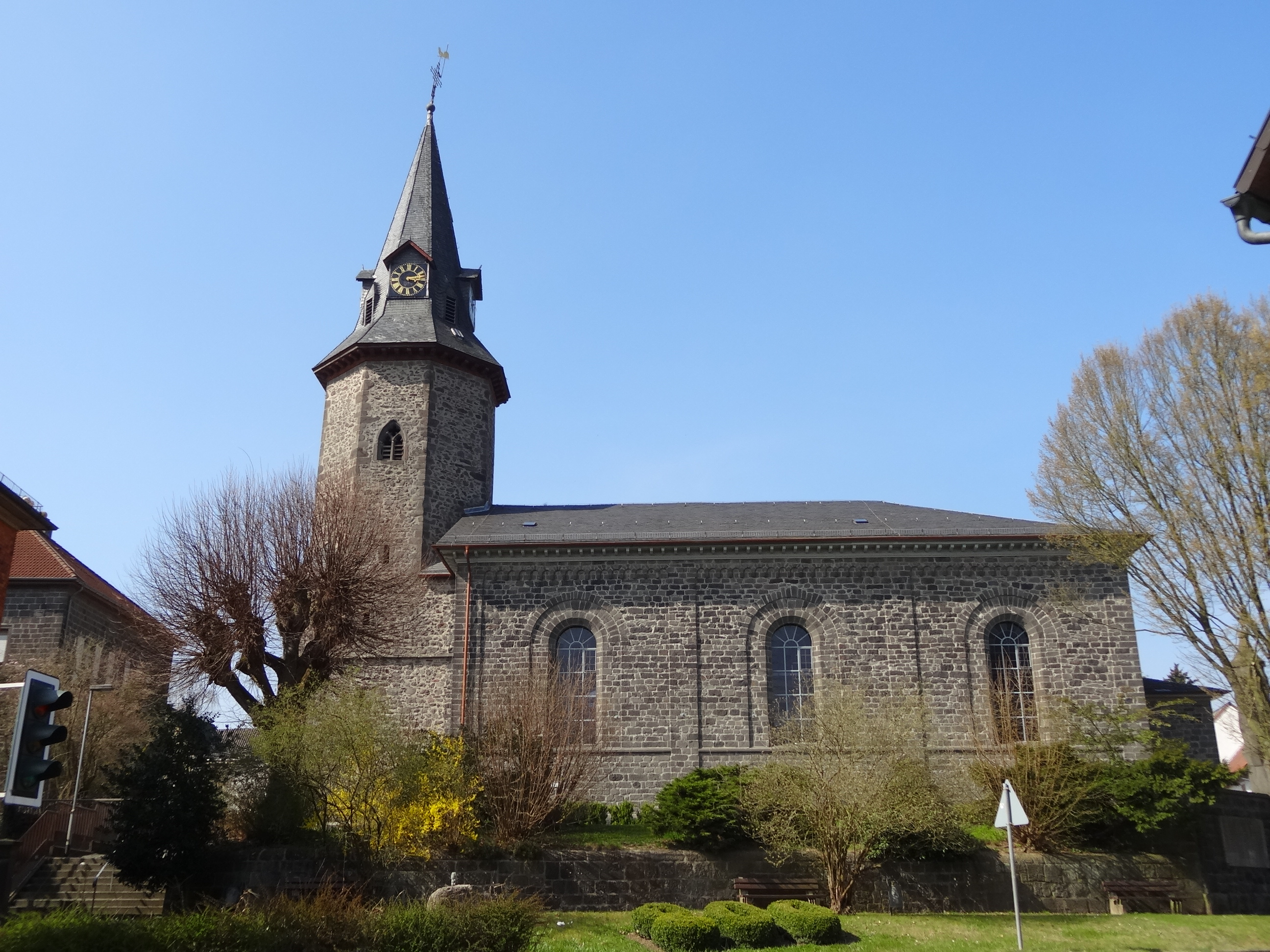
Kirche von Süden

Die Evangelische Kirche in Beuern in der Gemeinde Buseck im Landkreis Gießen in Hessen wurde in den Jahren 1844 bis 1847 im Stil der Neuromanik gebaut. Erhalten blieb der gotische Westturm von 1321. Die Kirche ist hessisches Kulturdenkmal.
Die Kirchengemeinde gehört zum Dekanat Gießener Land in der Propstei Oberhessen der Evangelischen Kirche in Hessen und Nassau.

## Geschichte

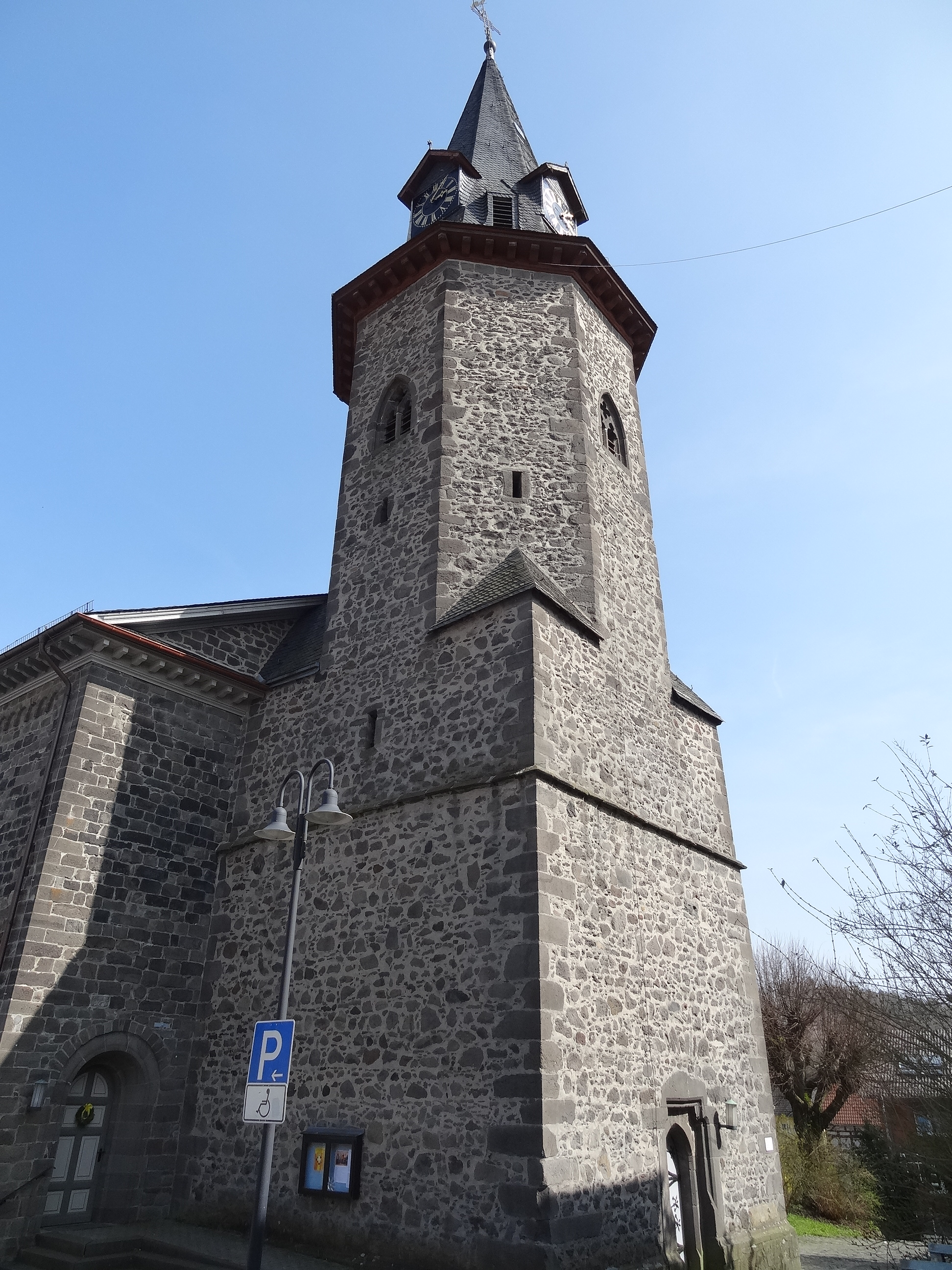
Turm von Nordwesten

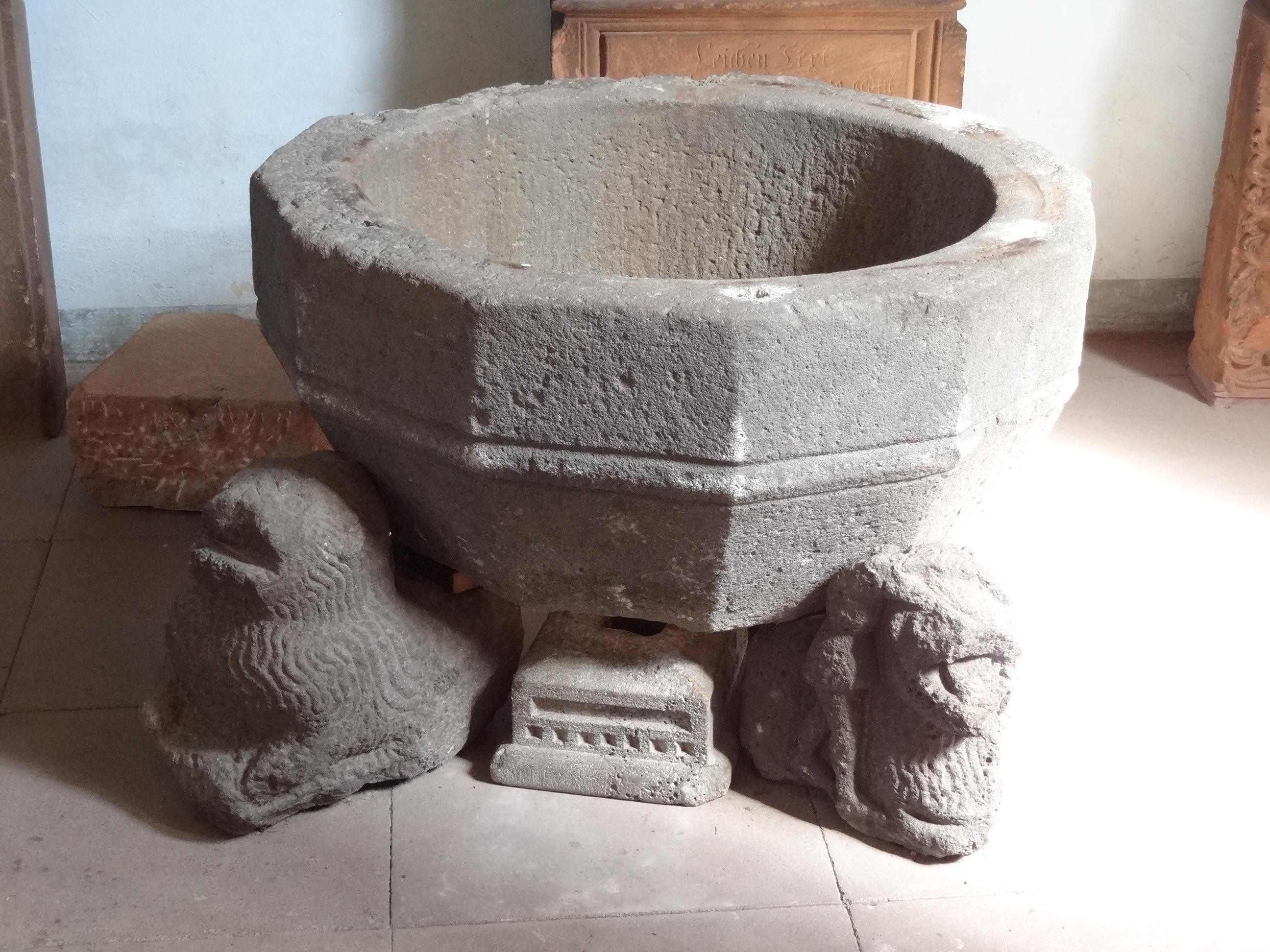
Romanisches Taufbecken

Für das Jahr 1297 ist in Beuern ein Pleban nachgewiesen. Im Spätmittelalter gehörte Beuern zum Archidiakonat St. Stephan in der Erzdiözese Mainz im Sendbezirk Buseck und war ein Filial von Alten-Buseck. Der Turm der romanischen Vorgängerkirche wurde im Jahr 1321, das Schiff 1354 errichtet, ein Sakramentshäuschen aus Lungstein im Jahr 1492 gestaltet. Nach mehreren Umbauten wurde im Jahr 1496 ein spätgotischer Bau mit einem neuen Chor fertiggestellt, der ein Marien-Patrozinium besaß. Neben dem Hochaltar, der Maria mit dem Kind im Strahlenkranz zeigte, die von den zwölf Aposteln umgeben wurde, gab es einen anderen Altar, der der Heiligen Anna geweiht war.
Eine Pfarrei in Beuern ist erstmals für 1527 nachgewiesen. Mit Einführung der Reformation wechselte Beuern zum protestantischen Bekenntnis. Erster evangelischer Pfarrer war „Herr“ Hermann (1547–1553). Während der Gegenreformation von 1549 bis 1552 kehrte die Gemeinde kurz zum katholischen Glauben zurück, woraufhin Hermann abgesetzt wurde. Im Jahr 1577 war Beuern Filial von Großen-Buseck, spätestens 1593 wieder selbstständige Pfarrei. In nachreformatorischer Zeit hatten die Familien von Buseck und von Schwalbach herrschaftliche Stühle.
Aufgrund von Baufälligkeit wurde im Jahr 1843 der Abbruch der Kirche beschlossen, der vom Januar bis zum 21. Februar 1844 durchgeführt wurde. An ihrer Stelle entstand in den Jahren 1844 bis 1847 nach Plänen des landgräflichen Provinzialbaumeisters Friedrich Wilhelm Müller aus Gießen der Neubau. Die Einweihung erfolgte am 7. Januar 1847. Im Zuge der Baumaßnahmen wurde der Turmhelm in neuer Gestalt erneuert. Ein Teil der alten Steine wurde beim Kirchbau wiederverwendet. Einzelne Holzbalken des alten Dachstuhls wurden in Scheunen eingebaut, mindestens acht Säulen kamen 1860 beim Bau eines Stalls zum Einsatz, andere Steine fanden beim Bau des Bersröder Wegs Verwendung.
Der Marienaltar aus der Vorgängerkirche wurde noch einige Jahre aufbewahrt. Als er immer mehr verfiel und nur noch sechs Apostelfiguren erhalten waren, wurde er für 40 Reichsmark an die Familie Riedesel zu Eisenbach auf Schloss Eisenbach verkauft, wo er sich bis heute befindet.
J. F. Weule in Bockenem baute 1914 eine neue Turmuhr, eine Pendeluhr mit drei unabhängigen Werken, die seit mehr als 100 Jahren in Betrieb ist. Im Jahr 1922 wurde die Kirche renoviert und die blau-weiß aufgemalte Kassettendecke vom Kirchenmaler Hermann Velte durch einen Sternenhimmel ersetzt. Diese Maßnahme wurde bei einer weiteren Renovierung im Jahr 1969 rückgängig gemacht und die ursprüngliche Fassung wiederhergestellt. Der Turmhelm wurde im Jahr 1960 neu eingedeckt und der vergoldete Wetterhahn ersetzt.

## Architektur

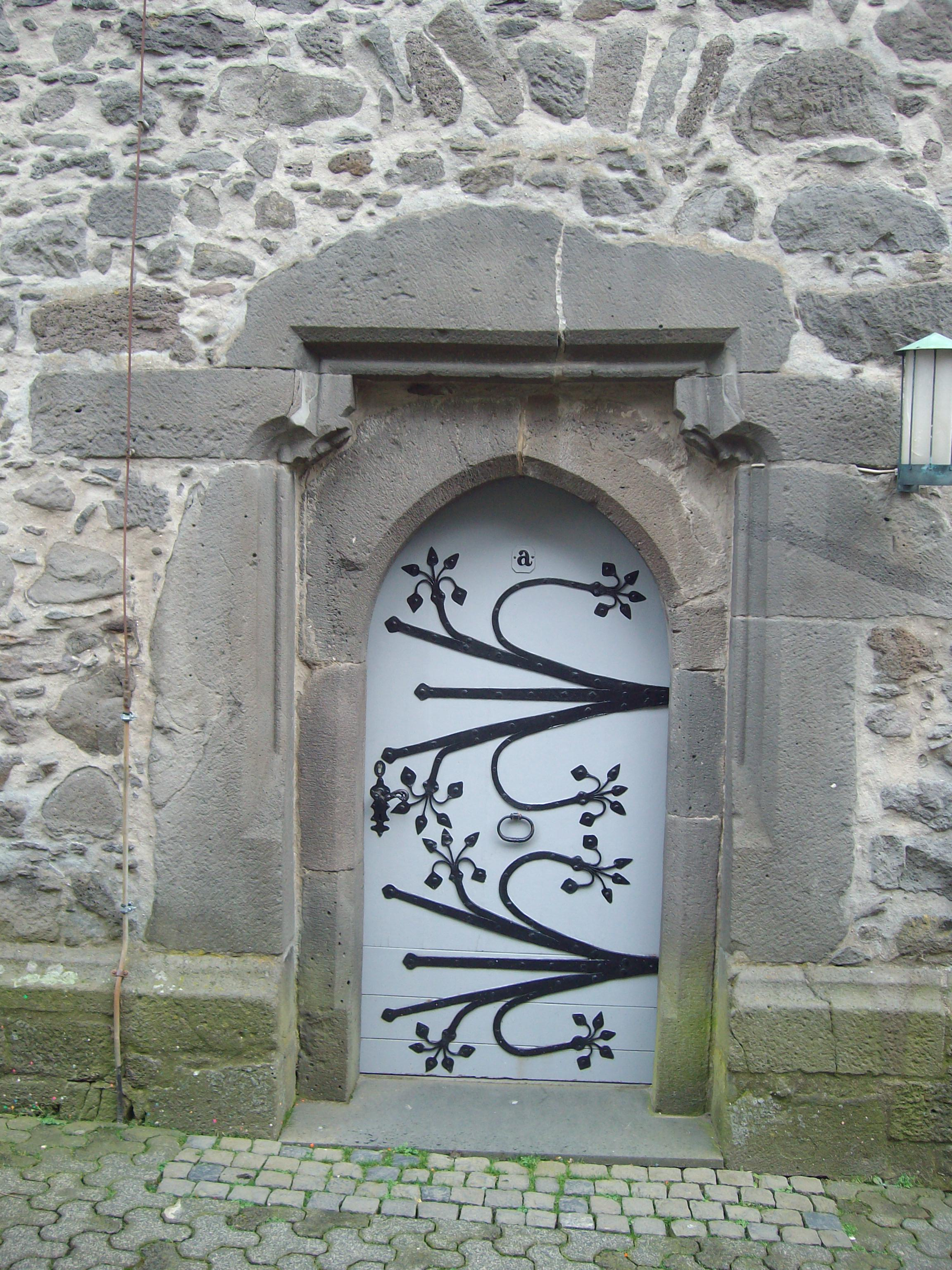
Westportal

Der geostete Kirchenbau mit Westturm ist erhöht im alten Ortszentrum errichtet und wird teilweise von einer Friedhofsmauer umgeben. Ältester Baukörper ist der gotische Westturm mit Eckquaderung auf quadratischem Grundriss. Das spitzbogige Westportal ist in einer rechteckigen Nische eingelassen und 1,40 Meter breit und 2,51 Meter hoch. Das untere der beiden Untergeschosse hat ein Kreuzrippengewölbe, dessen gekehlte Rippen auf 3/4-Säulen ruhen und in einem Ring als Schlussstein enden. Die beiden Untergeschosse gehen in zwei achteckige Geschosse über; die Überleitung ist verschiefert. Das dritte Geschoss hat Schießscharten (0,20 bis 0,25 Meter breit) und besaß ursprünglich Wehrcharakter, während das oberste Geschoss als Glockenstube diente. Es hat zweiteiliges Maßwerk mit Vierpass im Spitzbogen und war früher überwölbt. Der verschieferte Helmaufbau datiert von 1847 und wird von einem Turmknopf, geschmiedeten Kreuz und Wetterhahn bekrönt. Der Spitzhelm erhielt im Jahr 1915 vier Gauben für die Zifferblätter der Uhr.
Der neuromanische Neubau aus unverputztem Basaltstein wird durch das Turmuntergeschoss und zwei rundbogige Überleitungstüren an der Westseite seitlich des Turms erschlossen. Eine rechteckige Tür mit Rundstab zwischen zwei Kehlen verbindet die Turmhalle mit dem Schiff. Die Langseiten werden durch Lisenen und Rundbogenfriese in drei gleich große Felder mit je einem rundbogigen Fenster gegliedert.

## Ausstattung

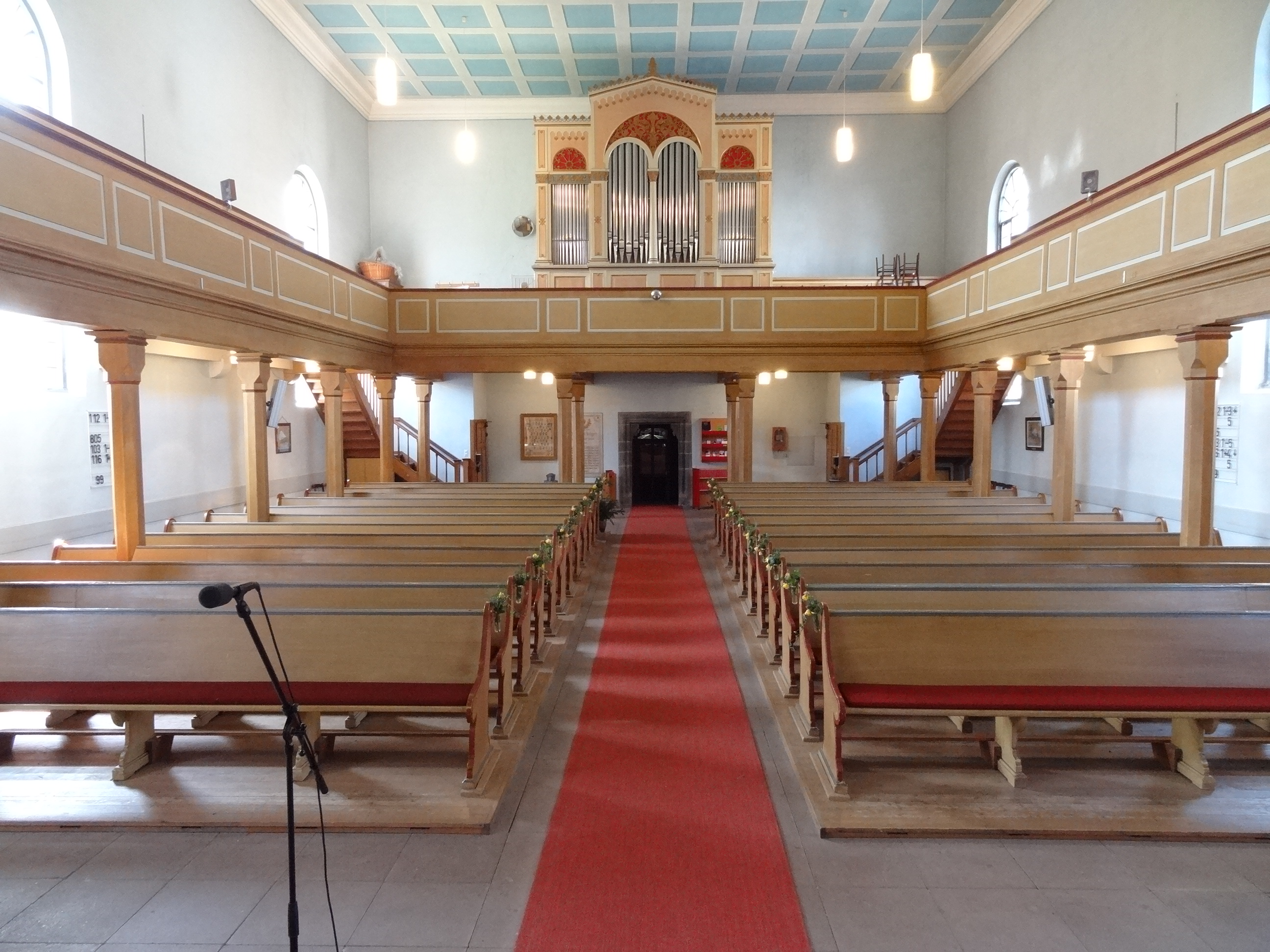
Innenraum Richtung Westen

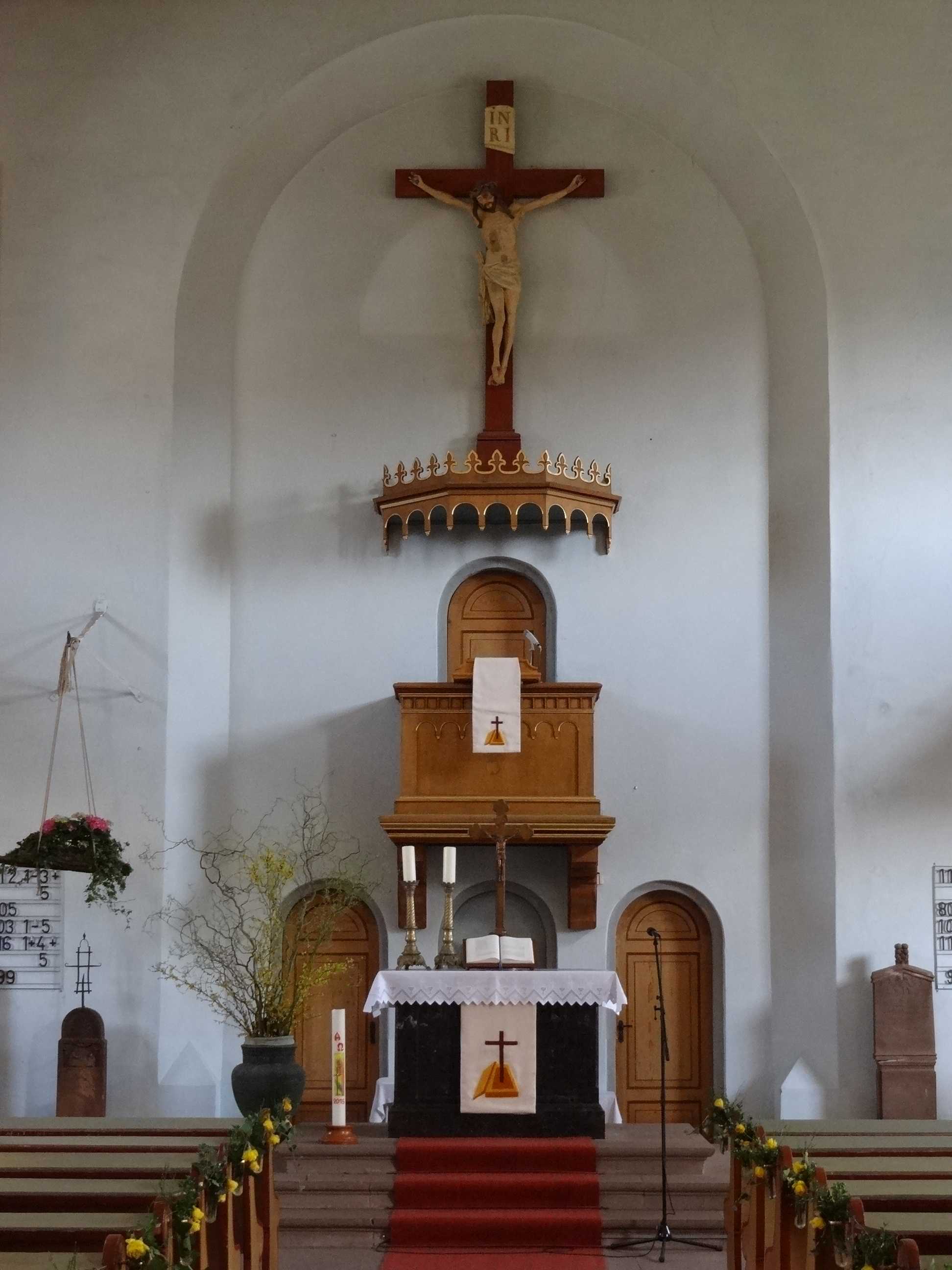
Altarbereich

Der symmetrisch gestaltete Innenraum wird von einer blau-weiß gefassten Flachdecke abgeschlossen und durch eine dreiseitig umlaufende, hölzerne Empore geprägt. Sie wird von 20 marmoriert bemalten Säulen mit Würfelkapitellen getragen. Sie sind 2,85 Meter hoch und ruhen auf Steinplatten von 0,37 × 0,38 Meter. Die Westempore dient als Aufstellungsort für die Orgel. Die Ausstattung der Bauzeit ist vollständig erhalten. Übernommen wurde der Rest eines spätromanischen, zwölfeckigen Taufbeckens aus Lungstein, das früher auf drei steinernen Löwen ruhte und lange als Brunneneinfassung gedient hatte. Ein lebensgroßes Kruzifix aus dem Ende des 15. Jahrhunderts ist über dem Schalldeckel der Kanzel angebracht. Zudem wurden sieben alte Grabsteine in der Kirche aufgestellt, die der Bildhauer Johann Georg Steinmüller (1808–1852) aus Beuern angefertigt hatte.
Vor der großen Rundbogennische in der Ostseite sind Altar und Kanzel auf der Mittelachse hintereinander aufgestellt. Die Kanzel wird von Gemälden von Martin Luther und Philipp dem Großmütigen flankiert, die der Maler Gasthauer schuf. Das Luther-Bild hat das Altarbild der Herderkirche in Weimar zum Vorbild, das Lucas Cranach der Jüngere im Jahr 1555 vollendete. Die Bänke lassen seit 1922 einen Mittelgang frei. Der achteckige, pokalförmige Taufstein und die Opfersteine stammen vom Beuerner Steinmetz Wilhelm Arnold V. (1856–1934).

## Orgel

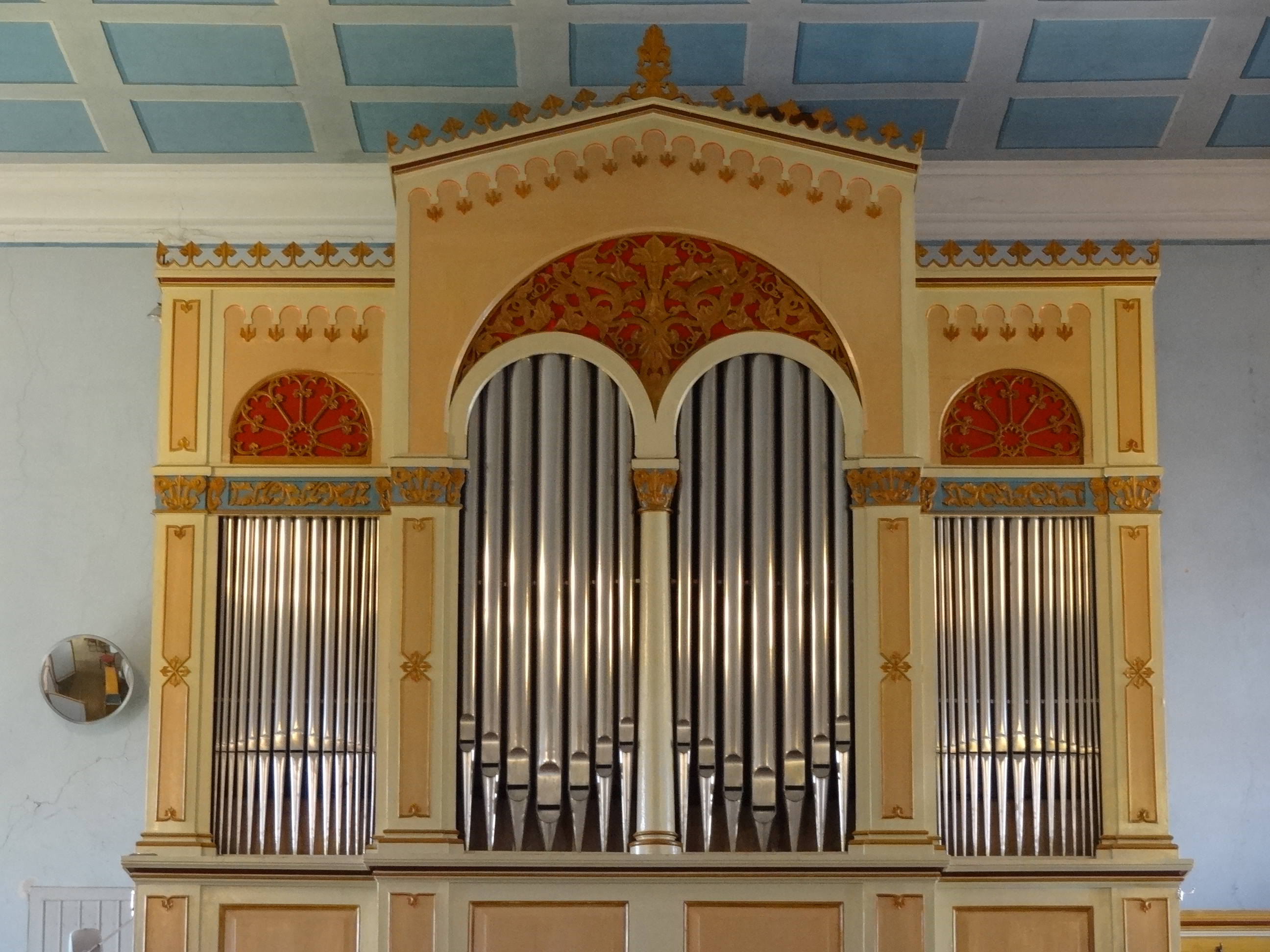
Bernhard-Orgel von 1847/1848

Eine erste Orgel wurde im ersten Viertel des 18. Jahrhunderts im Vorgängerbau errichtet. Über eine Orgelreparatur berichtet ein Schreiben aus dem Jahr 1837. Im Jahr 1847 baute Friedrich Wilhelm Bernhard für die Westempore eine neue Orgel, die 1848 eingeweiht wurde. Sie verfügt über 23 Register, die auf zwei Manuale und Pedal verteilt sind. Das Oberwerk auf dem zweiten Manual ist quer ausgerichtet. Der neuromanische Prospekt wurde vom Gießener Schreiner Leib angefertigt. Er hat einen überhöhten Mittelrisalit mit Flachgiebel, darunter zwei gekuppelte Rundbogenfelder. Die rechteckigen Seitenfelder werden durch einen reliefierten Fries verziert, über dem Blendbögen angebracht sind. Die alte Orgel wurde von Bernhard in Zahlung genommen und in Lumda aufgestellt, wo sie 1893 ersetzt wurde. Die Einzelteile wurden versteigert und erbrachten 14 Mark. Die 1917 an die Rüstungsindustrie abgelieferten Prospektpfeifen wurden 1930 ersetzt. Das seitenspielige Instrument wurde 1953 um zwei Meter versetzt. Im Jahr 1978 erfolgte eine Instandsetzung der historischen Bernhard-Orgel durch Förster & Nicolaus Orgelbau, die in diesem Zuge neue Prospektpfeifen erhielt. Die Disposition der ansonsten vollständig erhaltenen Orgel lautet wie folgt:
| I Manual C–f3         |       |
| Bourdon               | 16′   |
| Principal             | 8′    |
| Hohlflöte             | 8′    |
| Bourdon               | 8′    |
| Viola di Gamba        | 8′    |
| Octav                 | 4′    |
| Hohlflöte             | 4′    |
| Quinte                | 2 ⁄3′ |
| Superoctave           | 2′    |
| Cornettino III (ab g) | 4′    |
| Mixtur IV             | 2 ⁄3′ |

| II Manual C–f3 |       |
| Principal      | 8′    |
| Flauto dolce   | 8′    |
| Salicional     | 8′    |
| Octav          | 4′    |
| Gedact         | 4′    |
| Nasart         | 2 ⁄3′ |
| Spitzflöte     | 2′    |

| Pedal C–d1 |     |
| Principal  | 16′ |
| Violon     | 16′ |
| Subbaß     | 16′ |
| Octavbaß   | 8′  |
| Gedactbaß  | 8′  |

- Koppeln: II/I, I/P

## Glocken
Der Kirchturm beherbergt ein Dreiergeläut. Die Glocke von 1575 ist, auch wenn die Gießerei Rincker entgegen der Faktenlage Ansprüche erhebt, die älteste nachweisbare des Frankfurter Gießers Laux Rucker. Die große Glocke von 1575 wurde 1846 durch Otto in Gießen umgegossen. Die kleine Glocke wurde zum ersten Mal 1876 durch Otto und ein zweites Mal 1915 durch Rincker umgegossen. Im Ersten Weltkrieg wurden zwei Glocken an die Rüstungsindustrie abgeliefert und 1920 durch Rincker-Glocken ersetzt. Nach ihrer Ablieferung im Zweiten Weltkrieg schaffte sich die Gemeinde 1950 zwei neue Glocken an. Die drei Glocken erklingen im Te-Deum-Motiv.
| Nr. | Gussjahr | Gießer, Gussort     | Durchmesser (mm) | Schlagton | Inschrift                                                                       | Bild |
| 1   | 1950     | Gebr. Rincker, Sinn | 1030             | g1        | „Steh fest im Sturm der Zeit, gesegnet sei dein Leid! Denk an die Ewigkeit!“    |      |
| 2   | 1950     | Gebr. Rincker, Sinn | 850              | b1        | „Such Ruh und Rast! Trag treu die Last! Halt, was Du hast!“                     |      |
| 3   | 1575     | Laux Rucker         | 750              | c2        | „ES HAT MICH DIE GEMEIN ZV BEVERN GIESSEN LASSEN DVRCH RICKERN ANO DONI MDLXXV“ |      |